# Hidradenoma papilar
El hidroadenoma papilar  es una neoplasia benigna. Nódulo bien delimitado localizado sobre todo en los labios mayores de la vulva y pliegues interlabiales. Puede confundirse con un carcinoma, por su tendencia a ulcerarse. Surge a partir de las glándulas sudoríparas apocrinas de la vulva, que son modificadas. Microscopicamente tiene un aspecto idéntico a los papilomas intraductales de la mama. Está formado por proyecciones papilares compuestas de dos capas de células, una capa de células secretoras superiores y otra inferior de células mioepiteliales.